# Poker-trick
Na terminologia do futebol, um poker, ocorre quando um futebolista faz, no mesmo jogo, quatro gols (golos), apesar de haver várias divergências quanto a um poker válido. São computados os gols feitos no tempo regulamentar, acréscimos ou prorrogação, sendo apenas para alguns essa a condição de ser um poker válido. Os gols de pênalti na disputa por pênaltis após o término da partida não são contados.

## Em Copas do Mundo
Em Copas do Mundo, a primeira vez que ocorreu um poker-trick foi em 1938, na partida Polônia 5–6 Brasil, quando o polonês Ernest Wilimowski fez 4 dos 5 gols de sua equipe. Uma curiosidade a respeito deste jogo é que este é o único caso em copas do mundo em que um jogador que fez um poker-trick acabou perdendo o jogo.
Abaixo segue um quadro com todos os pokers ocorridos em copas do mundo.
| Poker-tricks nas Copas do Mundo FIFA | Poker-tricks nas Copas do Mundo FIFA | Poker-tricks nas Copas do Mundo FIFA | Poker-tricks nas Copas do Mundo FIFA | Poker-tricks nas Copas do Mundo FIFA | Poker-tricks nas Copas do Mundo FIFA | Poker-tricks nas Copas do Mundo FIFA | Poker-tricks nas Copas do Mundo FIFA | Poker-tricks nas Copas do Mundo FIFA |
| Nº                                   | Jogador                              | Time                                 | Oponente                             | Gols                                 | Fase                                 | Data                                 | Copa                                 | Ref.                                 |
| ------------------------------------ | ------------------------------------ | ------------------------------------ | ------------------------------------ | ------------------------------------ | ------------------------------------ | ------------------------------------ | ------------------------------------ | ------------------------------------ |
| 1.                                   | Ernest Wilimowski                    | Polónia                              | Brasil                               | 4–(53', 59', 89', 118')              | Primeira fase                        | 5 de junho                           | 1938                                 | [ 4 ]                                |
| 2.                                   | Ademir                               | Brasil                               | Suécia                               | 4–(17', 36', 52', 58')               | Última fase                          | 9 de julho                           | 1950                                 | [ 5 ]                                |
| 3.                                   | Sándor Kocsis                        | Hungria                              | Alemanha Ocidental                   | 4–(3', 21', 67', 78')                | Primeira fase                        | 20 de junho                          | 1954                                 | [ 6 ]                                |
| 4.                                   | Just Fontaine                        | França                               | Alemanha Ocidental                   | 4–(16', 36', 78', 89')               | Disputa do terceiro lugar            | 28 de junho                          | 1958                                 | [ 7 ]                                |
| 5.                                   | Eusébio                              | Portugal                             | Coreia do Norte                      | 4–(27', 43' , 56', 59')              | Quartas-de-final                     | 23 de julho                          | 1966                                 | [ 8 ]                                |
| 6.                                   | Emilio Butragueño                    | Espanha                              | Dinamarca                            | 4–(43', 56', 80', 88')               | Oitavas-de-final                     | 18 de junho                          | 1986                                 | [ 9 ]                                |
| 7.                                   | Oleg Salenko                         | Rússia                               | Camarões                             | 5–(14', 41', 44', 72', 75')          | Primeira fase                        | 28 de junho                          | 1994                                 | [ 10 ]                               |

## Na Copa das Confederações
Na Copa das Confederações, o Poker-trick ocorreu em apenas 4 oportunidades, conforme o quadro abaixo:
| # | Jogador           | Nº de gols | Minutos             | Seleção        | Resultado final | Adversário     | Competição  | Fase           | Data        | Ref.   |
| - | ----------------- | ---------- | ------------------- | -------------- | --------------- | -------------- | ----------- | -------------- | ----------- | ------ |
| 1 | Cuauhtémoc Blanco | 4          | 12', 19', 68', 77'  | México         | 5–1             | Arábia Saudita | México 1999 | Fase de grupos | 25 de julho | [ 11 ] |
| 2 | Marzouk Al-Otaibi | 4          | 8', 34', 78', 85'   | Arábia Saudita | 5–1             | Egito          | México 1999 | Fase de grupos | 29 de julho | [ 12 ] |
| 3 | Fernando Torres   | 4          | 5', 33', 57', 78'   | Espanha        | 10–0            | Taiti          | Brasil 2013 | Fase de Grupos | 20 de junho | [ 13 ] |
| 4 | Abel Hernández    | 4          | 2', 24', 45+1', 67' | Uruguai        | 8–0             | Taiti          | Brasil 2013 | Fase de Grupos | 23 de junho | [ 14 ] |

## Na UEFA Champions League
A Champions League é o maior torneio interclubes Europeu. Fazer um poker-trick neste torneio é algo para poucos. Na versão antiga do torneio, apenas o húngaro Ferenc Puskas, em 1960, marcou 4 gols numa mesma partida. Ele o fez na final daquele ano, quando o Real Madrid bateu o Eintracht de Frankfurt, por 7-3.
No atual formato da Champions League, o poker-trick já aconteceu 15 vezes, conforme o quadro abaixo. Entre eles, Robert Lewandowski é o único que realizou esse feito em mais de uma edição, em 2013 e em 2019.
Lionel Messi, em 2012, e o brasileiro Luiz Adriano, em 2014, foram além, já que fizeram uma Manita (quando um jogador marca 5 gols numa mesma partida). Dos 5 gols anotados pelo Luiz Adriano, em 2014, 4 foram marcados apenas no 1º tempo. Foi a primeira vez que um poker-trick foi anotado ainda no 1º tempo.
| Legenda | Legenda                                 |
| ------- | --------------------------------------- |
| 4       | Jogador fez 4 gols                      |
| 5       | Jogador fez uma Manita, ou seja, 5 gols |

| #  | Jogador              | Equipe              | Adversário             | Resultado | Data       | Ref.   |
| -- | -------------------- | ------------------- | ---------------------- | --------- | ---------- | ------ |
| 1  | Marco van Basten4    | Milan               | Göteborg               | 4–0       | 25/11/1992 | [ 17 ] |
| 2  | Simone Inzaghi4      | Lazio               | Olympique de Marseille | 5–1       | 14/03/2000 | [ 18 ] |
| 3  | Dado Pršo4           | Monaco              | Deportivo La Coruña    | 8–3       | 05/11/2003 | [ 19 ] |
| 4  | Ruud van Nistelrooy4 | Manchester United   | Sparta Praga           | 4–1       | 03/11/2004 | [ 20 ] |
| 5  | Andriy Shevchenko4   | Milan               | Fenerbahçe             | 4–0       | 23/11/2005 | [ 21 ] |
| 6  | Lionel Messi4        | Barcelona           | Arsenal                | 4–1       | 06/04/2010 | [ 22 ] |
| 7  | Bafétimbi Gomis4     | Lyon                | Dínamo Zagreb          | 7–1       | 07/12/2011 | [ 23 ] |
| 8  | Lionel Messi5        | Barcelona           | Bayer Leverkusen       | 7–1       | 07/03/2012 | [ 24 ] |
| 9  | Mario Gómez4         | Bayern de Munique   | Basel                  | 7–0       | 13/03/2012 | [ 25 ] |
| 10 | Robert Lewandowski4  | Borussia Dortmund   | Real Madrid            | 4-1       | 24/04/2013 | [ 26 ] |
| 11 | Robert Lewandowski4  | Bayern de Munique   | Crvena Zvezda          | 6-0       | 26/11/2019 | [ 27 ] |
| 12 | Zlatan Ibrahimović4  | Paris Saint-Germain | Anderlecht             | 5–0       | 23/10/2013 | [ 28 ] |
| 13 | Luiz Adriano5        | Shakhtar Donetsk    | BATE Borisov           | 7–0       | 21/10/2014 | [ 29 ] |
| 14 | Cristiano Ronaldo4   | Real Madrid         | Malmö                  | 8–0       | 08/12/2015 | [ 30 ] |
| 15 | Serge Gnabry 4       | Bayern de Munique   | Tottenham              | 7–2       | 01/10/2019 | [ 31 ] |
| 16 | Josip Iličić 4       | Atalanta            | Valencia               | 4–3       | 10/03/2020 | [ 32 ] |
| 17 | Olivier Giroud 4     | Chelsea             | Sevilla                | 4–0       | 02/12/2020 | [ 33 ] |
| 18 | Harry Kane 4         | Bayern de Munique   | Dínamo Zagreb          | 6–2       | 17/11/2024 | [ 34 ] |

- 2012 — Lionel Messi foi o primeiro jogador a realizar uma manita em uma partida de Champions League, marcando 5 gols de sua equipe na vitória de 7-1 sobre o Bayer Leverkusen;[35]
- 2014 — O brasileiro Luiz Adriano anotou 4 gols contra o BATE Borisov ainda no 1º tempo, marcando mais um gol na etapa final;[16]
- 2019 — Robert Lewandowski tornou-se o primeiro jogador a realizar um poker-trick em mais de uma edição da Champions League.[27]
- 2023 – Earling Halland se torna o primeiro jogador norueguês a marcar 5 gols em uma edição de Champions League, a partida ocorreu contra  contra o time alemão Red Bull Leipzig, em uma incrível virada dentro de casa